# John L. Burns

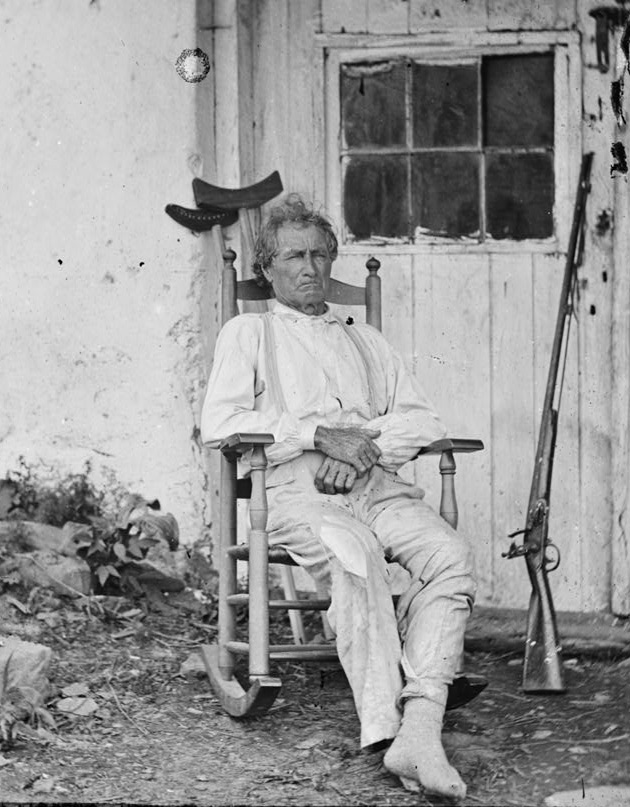
John L. Burns nach der Schlacht von Gettysburg, Juli 1863 (Fotografie von Timothy H. O’Sullivan)

John L. Burns (* 5. September 1793 in Burlington, Vereinigte Staaten; † 7. Februar 1872 in Gettysburg) war ein Veteran des Britisch-Amerikanischen Krieges und nahm am 1. Juli 1863 als Zivilist im Alter von 70 Jahren auf Seiten der Unionsarmee an der Schlacht von Gettysburg während des amerikanischen Bürgerkrieges teil. Er wurde während der Schlacht verwundet, überlebte jedoch und wurde zu einer nationalen Berühmtheit der Vereinigten Staaten.

## Leben
Burns wurde als Sohn einer schottischstämmigen Familie in Burlington, New Jersey, geboren. Sein Vater behauptete, mit dem Schriftsteller Robert Burns verwandt zu sein. Burns diente als Soldat der Vereinigten Staaten im Britisch-Amerikanischen Krieg im Jahr 1812 und nahm an zahlreichen Schlachten wie z. B. der Schlacht bei Lundy’s Lane teil. Er meldete sich zu Beginn des Mexikanisch-Amerikanischen Krieges (1846) und des Amerikanischen Bürgerkrieges (1861) freiwillig zur Armee, wurde jedoch für den direkten Fronteinsatz abgelehnt, im Bürgerkrieg vor allem wegen seines fortgeschrittenen Alters. Jedoch wurde ihm anfangs gestattet, in der Unionsarmee als Wagenführer eines Fuhrwerks zu dienen. Er wurde jedoch bald darauf gegen seinen Willen nach Hause in das in Pennsylvania gelegene Gettysburg geschickt, wo er zum constable, einer Art ehrenamtlichen örtlichen Polizeibeamten, gewählt wurde.
Während der kurzzeitigen Besetzung Gettysburgs am 26. Juni 1863 durch Truppen der Konföderierten unter Generalmajor Jubal Anderson Early wurde Burns festgenommen, weil er seine zivile Amtsgewalt auch gegenüber Early unnachgiebig durchzusetzen suchte. Nach Abzug der Armee der Konföderierten kam Burns wieder frei und verhaftete nun seinerseits konföderierte Nachzügler, bis er schließlich die Amtsgewalt in der Stadt an die Kavallerie der Unionsarmee unter Brigadegeneral John Buford übergab.

### Teilnahme an der Schlacht von Gettysburg
Am Morgen des ersten Tages der Schlacht, dem 1. Juli 1863, nahm Burns seine alte Steinschlossflinte und ging in Richtung des Kampfgeschehens. In den Reihen der Unionstruppen wurde ihm durch Sergeant George Eustice von den 7th Wisconsin Volunteers eine modernere Waffe und eine Schachtel Patronen ausgehändigt. Er zog es jedoch vor, die Patronen lose in die Hosentaschen zu stecken, und soll dabei gesagt haben:
„I can get my hands in here quicker than in a box. I’m not used to them newfangled things.“ (dt. Ich komme mit meinen Händen schneller hier hinein als in eine Schachtel. Ich bin nicht an diese neumodischen Dinge gewöhnt.)
Burns meldete sich bei Major Thomas Chamberlin von der 150th Pennsylvania Infantry und bat darum, sich der Truppe anschließen zu dürfen. Chamberlin schrieb später, dass Burns mit entschlossenem Schritt und seiner Enfield-Muskete mitmarschierte. Seine ungewöhnliche und schon für damalige Verhältnisse altmodische Kleidung bestand aus einer dunklen Hose, einem gelben Wams, einem blauen Frack mit Schwalbenschwanz und Messingknöpfen und einem hohen schwarzen Seidenhut.
Trotz seiner Bedenken verwies Chamberlin Burns an den Regimentskommandeur Oberst Langhorne Wister, der ihn wiederum in ein Waldstück in der Nähe der McPherson-Farm schickte, wo er genügend Deckung vor den Kugeln des Gegners finden würde.
In diesem Waldstück kämpfte Burns an der Seite der 7th Wisconsin Infantry und schloss sich später dem 24th Michigan Regiment am östlichen Ende des Waldstücks an. Beiden Regimentern, die zur berühmten Iron Brigade gehörten, diente er erfolgreich als Scharfschütze und schoss sogar während eines Angriffs der Konföderierten einen Offizier von seinem Pferd. Als die Frontlinie der Union nachgab und auf Seminary Ridge im Westen Gettysburgs zurückgedrängt wurde, wurde Burns an Arm, Bein und verschiedenen Stellen am Oberkörper verwundet und musste auf dem Schlachtfeld zurückgelassen werden. Obwohl verwundet und erschöpft, gelang es Burns, sich von seinem Gewehr zu entfernen und seine Munition zu vergraben. Als er von den Konföderierten gefangen genommen wurde, konnte er diese daher überzeugen, kein Soldat zu sein, sondern im Lager der Union nach Hilfe für seine kranke Frau gesucht zu haben. Er wurde daraufhin von Sanitätern der Konföderation versorgt. Abends gelang es ihm, sich im Keller eines nahe gelegenen Hauses zu verstecken und etwas später konnte er in sein Haus zurückkehren, wo seine Wunden von Dr. Charles Horner versorgt wurden.

### Nach der Schlacht
Nach der Schlacht wurde Burns zum Nationalhelden. Mathew Bradys Fotograf Timothy H. O’Sullivan fotografierte ihn, während er sich in seinem Haus in der Chambersburg Street von seiner Verwundung erholte, und brachte die Geschichte des Veteranen nach Washington. Als US-Präsident Abraham Lincoln nach Gettysburg kam, um den Soldatenfriedhof einzuweihen und seine berühmte Gettysburg Address zu halten, soll er darum gebeten haben, Burns vorgestellt zu werden. Dessen Bekanntheitsgrad wuchs schnell und er wurde in einem Gedicht von Bret Harte verewigt.
Nach Angaben der Appleton’s Cyclopedia of American Biography ließen Burns’ geistige Fähigkeiten in den letzten beiden Jahren seines Lebens stark nach und seine Familie konnte nicht verhindern, dass er sein Heim verließ und durch die Umgebung wanderte. An einem kalten Winterabend im Dezember 1871 sei er in New York in einem elenden Zustand aufgefunden und versorgt worden. Er wurde nach Hause geschickt, starb jedoch im folgenden Februar infolge einer Lungenentzündung.
Er wurde auf dem Evergreen Friedhof in Gettysburg beigesetzt.

## Würdigung
Obwohl John Burns’ Bekanntheitsgrad auch nach dem Krieg weiter wuchs, wurde sein Wohnhaus nach seinem Tod abgerissen. Veteranen der Schlacht setzten sich für eine angemessene Würdigung ein, und aufgrund einer Anfrage der Sons of Union Veterans of the Civil War finanzierte die Regierung die Herstellung eines Denkmals. Es wurde in der Nähe des Waldstückes bei der McPherson-Farm aufgestellt, in dem Burns gekämpft hatte.
Der Bildhauer Albert G. Bureau entschied sich, Burns mit seiner alten Flinte in der Hand darzustellen statt mit dem geliehenen Gewehr, das er tatsächlich trug. Die auf einem Felsblock platzierte Bronzestatue, die Burns in entschlossener Haltung mit geballter Faust zeigt, wurde am 40. Jahrestag der Schlacht am 1. Juli 1903 eingeweiht.

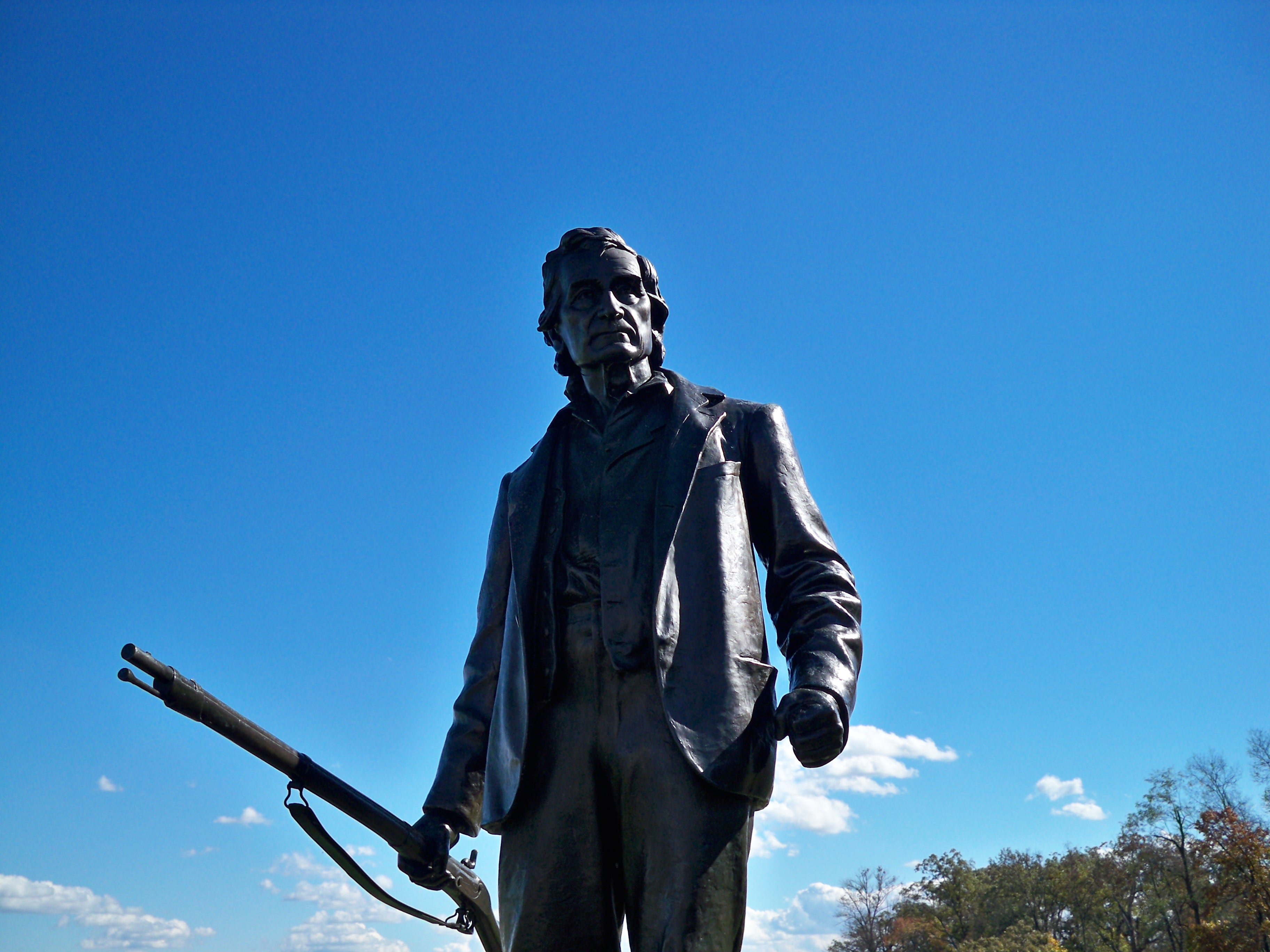
Statue von John Burns